# Val-de-Fier
Val-de-Fier era una comuna francesa situada en el departamento de Alta Saboya, en la región de Auvernia-Ródano-Alpes.
Se fusionó en 2019 con Valliers y actualmente forma parte de la comuna nueva de Vallières-sur-Fier.

## Demografía
| 294 | 266 | 256 | 296 | 317 | 389 | 666 |
| Para los censos de 1962 a 1999 la población legal corresponde a la población sin duplicidades (Fuente: INSEE [Consultar]) |     |     |     |     |     |     |